# Naomi Watanabe
Naomi Watanabe (japonès: 渡辺直美)  (Nova Taipei, 23 d'octubre de 1987) és una comediant i dissenyadora de moda japonesa, que ha destacat pel seu activisme en favor de la positivitat corporal.

## Biografia
De pare japonès i mare taiwanesa, es va traslladar al Japó durant la seva infància, on va ser criada per la seva mare a la ciutat d'Ishioka, a la prefectura d'Ibaraki. La seva carrera va despuntar el 2008 gràcies a una imitació de la cantant estatunidenca Beyoncé Knowles. Va fer-se molt popular i va obtenir papers com a actriu en diverses pel·lícules i sèries de televisió al seu país, ha participat en el doblatge de pel·lícules d'animació i ha interpretat importants rols en musicals.
En l'àmbit de la moda, el 2014 va fundar la seva pròpia marca anomenada Punyus, orientada a oferir roba de talles grans amb dissenys moderns i inclusius. La seva influència a les xarxes socials és notable gràcies als milions de seguidors que acumula. Watanabe també és coneguda pel seu activisme en favor de l'acceptació corporal, promovent la positivitat i la diversitat en la representació dels cossos. Ha col·laborat amb marques internacionals com Kate Spade o Adidas.

## Reconeixements
La seva trajectòria ha estat reconeguda per mitjans com l'edició japonesa de Vogue, que la va nomenar "Dona de l'Any" el 2016. El desembre de 2024, la BBC va incloure-la en la seva llista 100 Women, que reconeix a les dones més inspiradores i influents de l'any a nivell mundial.